# Alcácer do Sal
Pour les articles homonymes, voir Alcazar.
Alcácer do Sal (en arabe : القصر أبي دانس Al-Qaser Abu Danis ; en latin :  Salacia urbs Imperatoria) est une municipalité (en portugais : concelho ou município) du Portugal, située dans le district de Setúbal et la région de l'Alentejo.

## Histoire
Une importante nécropole à incinération remontant au VIIIe siècle av. J.-C. est découverte et fouillée à la fin du XIXe siècle. Les objets découverts indiquent un important essor du commerce maritime au IVe siècle av. J.-C..
Pendant l'Empire Romain, le nom de cette ville était Salacia, ou Salacia Urbs Imperatoria.
Des navires sous le commandement de Guillaume Ier de Hollande et du comte Georges de Wied arrivèrent à Alcácer do Sal le 2 août 1217. Ils furent rejoints par les Portugais envoyés pour assiéger le château au mains des Maures. Les gouverneurs musulmans de Séville, Cordoue, Jaén et Badajoz ont tenté de lever le siège mais leurs renforts ont été vaincus le 11 septembre. Le château se rendit le 18 octobre 1217, avec des troupes chrétiennes supplémentaires fournies par Pedro Alvítiz de Castille,.

## Géographie
Alcácer do Sal est limitrophe :
- au nord, de Palmela, Vendas Novas et Montemor-o-Novo,
- au nord-est, de Viana do Alentejo,
- à l'est d'Alvito,
- au sud, de Ferreira do Alentejo et de Grândola,
- à l'ouest, encore de Grândola, dont elle séparée par l'estuaire du fleuve Sado,
- au nord-ouest, de Setúbal, dont elle séparée par l'estuaire du fleuve Sado.

## Démographie
| 1801  | 1849  | 1900  | 1930   | 1960   | 1981   |
| ----- | ----- | ----- | ------ | ------ | ------ |
| 8 253 | 7 913 | 9 606 | 17 596 | 22 167 | 16 370 |

| 1991   | 2001   | 2004   | 2011   | 2021   | - |
| ------ | ------ | ------ | ------ | ------ | - |
| 14 512 | 14 287 | 13 624 | 13 046 | 11 112 | - |

## Jumelages
- Bondy (France)

## Subdivisions
La municipalité d'Alcácer do Sal groupe 6 paroisses (en portugais : freguesias) :
- Comporta ;
- Santa Maria do Castelo (Alcácer do Sal) ;
- Santa Susana ;
- Santiago ;
- São Martinho ;
- Torrão.

## Personnalités en lien avec la commune
- Pedro Nunes